# Nicolas Oudéard
Nicolas Oudéard, le 22 décembre 1645 à Beaufort et mort le 22 mars 1692 à Moûtiers, dans le duché de Savoie, est un artiste-peintre savoyard,. Décorateur de nombreuses églises de la Savoie et en particulier de la vallée de la Tarentaise. Il fut un maître du baroque savoyard du dernier tiers du XVIIe siècle et a réalisé de nombreuses peintures murales et des tableaux.

## Biographie
Nicolas Oudéard est baptisé le 22 décembre 1645 à Beaufort, village du Beaufortain, alors dans le duché de Savoie. Il est le « fils de discret Maxime fils d'Hugonin Oudéard, cordonnier et de l'Aymaz Vial sa femme. » D'après les différents actes, son père, ainsi que son grand-père furent également peintre.
Il s'installe dans un premier temps à Beaufort avant de disposer d'un atelier à Moûtiers, dans la vallée voisine de Tarentaise. Il épouse le 26 avril 1670 la fille d'un bourgeois de la cité, Nicorarde Momin (Montmin),. Ils ont neuf enfants. Il est propriétaire dans la ville de Moûtiers.

## Œuvres
Maître Oudéard est l'auteur de nombreux tableaux, datés de la période de 1673 à 1692. Plusieurs sont protégés au titre des  Monuments Historiques (8 tableaux inscrits et 1 retable classé à Sainte-Foy-Tarentaise), :
- Tableau du retable de la chapelle Saint-Bernard-de-Menthon (Bourg-Saint-Maurice), comprenant Vierge à l'Enfant, saint Bernard d'Aoste et saint Guérin ;
- Deux tableaux de la cathédrale Saint-Pierre de Moûtiers, l'un présentant le Mariage mystique de la Vierge et le second la Fondation des ordres monastiques.
- Décoration du dome (1679) de la chapelle de Notre-Dame-de-la-Vie[4].
- L'Adoration des Mages (1689) de Notre-Dame des Grâces de Saint-Jean-de-Belleville[5].